# Вакулівська сільська територіальна громада
Вакулівська сільська територіальна громада (до 2020 року — Жовтнева) — територіальна громада в Україні, в Криворізькому районі Дніпропетровської області. Адміністративний центр — село Вакулове.
Площа громади — 286,2 км², населення — 3060 мешканців (2018).
Утворена 14 серпня 2015 року шляхом об'єднання Вакулівської, Нововасилівської та Новоолексіївської сільських рад Софіївського району.

## Населені пункти
До складу громади входять 18 сіл:
| Населений пункт | Населення (2015) |
| --------------- | ---------------- |
| Вакулове        | 995              |
| Нововасилівка   | 407              |
| Мар'ївка        | 405              |
| Жовте           | 377              |
| Новоолексіївка  | 170              |
| Базавлучок      | 133              |
| Новоподільське  | 106              |
| Українка        | 103              |
| Петропавлівка   | 85               |
| Нові Ковна      | 64               |
| Павлівка        | 60               |
| Нововітебське   | 56               |
| Одрубок         | 45               |
| Явдохівка       | 44               |
| Садове          | 40               |
| Калашники       | 7                |
| Тернуватка      | 3                |
| Дачне           | 0                |